# Siaśkielewo
Siaśkielewo (ros. Сяськелево) – wieś (dieriewnia) w Rosji, w obwodzie leningardzkim, w rejonie gatczyńskim. W 2010 liczyła 2135 mieszkańców.